# Laura Dahlmeier
Laura Dahlmeier (Garmisch-Partenkirchen, 22 agosto 1993 – Valle di Hushe, 28 luglio 2025) è stata una biatleta e alpinista tedesca.

## Biografia

### Carriera nel biathlon

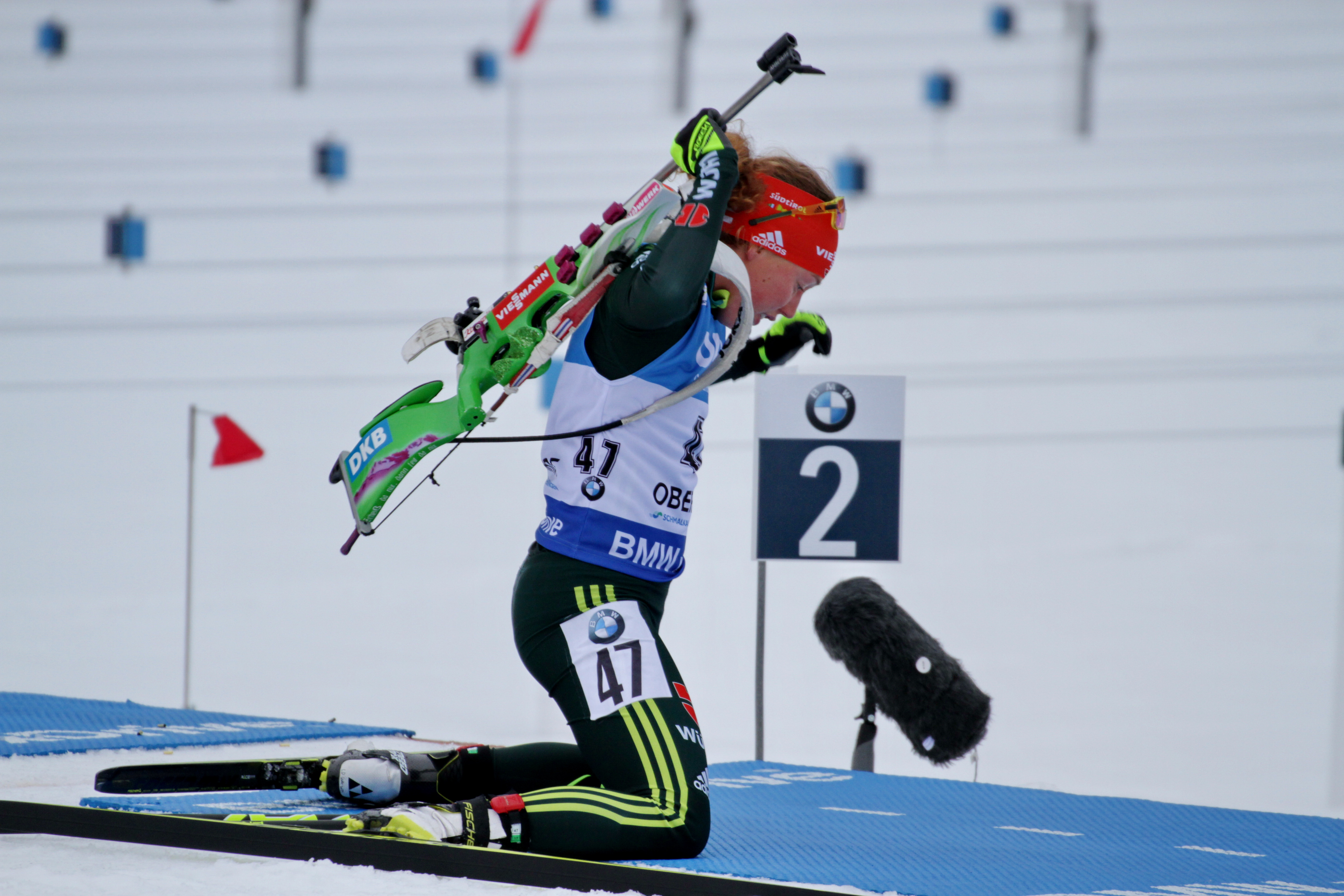
Laura Dahlmeier durante la Coppa del Mondo di biathlon 2018

In Coppa del Mondo ha esordito il 1º marzo 2013 a Oslo Holmenkollen (7ª) e ha ottenuto la prima vittoria, nonché primo podio, il 10 marzo successivo a Soči Krasnaja Poljana. Nella stagione 2016-2017 ha vinto la Coppa del Mondo generale e quelle di individuale e di inseguimento.
In carriera ha preso parte a due edizioni dei Giochi olimpici invernali, Soči 2014 (46ª nella sprint, 13ª nell'individuale, 30ª nell'inseguimento, 11ª nella staffetta, squalificata nella staffetta mista) e Pyeongchang 2018 (1ª nella sprint, 3ª nell'individuale, 1ª nell'inseguimento, 16ª nella partenza in linea, 8ª nella staffetta e 4ª nella staffetta mista), e a cinque dei Campionati mondiali, Nové Město na Moravě 2013 (5ª nella staffetta), Kontiolahti 2015 (oro nella staffetta, argento nell'inseguimento, 4ª nella sprint, 6ª nell'individuale, 7ª nella partenza in linea), Oslo Holmenkollen 2016 (oro nell'inseguimento, argento nella partenza in linea, bronzo nella sprint, nell'individuale e nella staffetta), Hochfilzen 2017 (oro nell'individuale, nell'inseguimento, nella partenza in linea, nella staffetta e nella staffetta mista, argento nella sprint) e Östersund 2019 (bronzo nella sprint e nell'inseguimento).
Alla fine del 2019 Dahlmeier annuncia il proprio ritiro dal biathlon agonistico.

### Alpinismo
Dopo la fine della sua carriera da biatleta, Dahlmeier si dedicò a diverse attività sportive ed in particolare all'alpinismo, che aveva già appreso da bambina nelle sue natie Alpi bavaresi. 
Nel 2017 arrampicò in una cordata tutta femminile l'Alpamayo (5.947 m) nella Cordillera Blanca peruviana. Nel 2019 ascese il Damavand (5.610 m), la montagna più alta dell'Iran, nonché il Petit Dru (3.733 m) nel massiccio del Monte Bianco per la via tracciata sulla parte occidentale da Gary Hemming e Royal Robbins nel 1962.
Nel 2020 a Dahlmeier riuscì l'ascensione del Monte Bianco per la cosiddetta Integrale di Peuterey, una lunga e difficile via mista di roccia e ghiaccio in cresta che collega le cime di Aiguille Noire de Peuterey, Aiguille Blanche de Peuterey, Grand Pilier d'Angle e Monte Bianco di Courmayeur. Sempre nel gruppo del Bianco, nel 2021 salì il Pilier Brouillard insieme ai fratelli Thomas e Alexander Huber. 
Nel 2023 ottenne la licenza da guida alpina. Nello stesso anno ascese il Picco Korženevskaja (7.105 m) nel Pamir in Tagikistan, mentre l'anno successivo salì in solitaria il Ama Dablam (6.814 m) in Nepal, accompagnata solamente da un cameraman e stabilendo il record dell'ascensione femminile più veloce di questa vetta. 

#### Morte
Il 28 luglio 2025, mentre scalava il monte Laila Peak nel Karakorum, nella Valle di Hushe in Pakistan, è stata colpita da una brusca frana che l'ha fatta precipitare. Le ferite riportate, visionate attraverso un sorvolo in elicottero due giorni dopo l'incidente, hanno fatto presumere che la donna sia morta sul colpo. Vista la difficoltà nel raggiungere la zona, soggetta a forte rischio frane, e visto il desiderio della scalatrice di non essere recuperata nel caso in cui avesse avuto un incidente mortale, i famigliari hanno deciso di lasciare il suo corpo in Pakistan, sul luogo dell'incidente, rispettando le sue volontà.

## Palmarès

### Olimpiadi
- 3 medaglie:
  - 2 ori (sprint, inseguimento a Pyeongchang 2018)
  - 1 bronzo (individuale a Pyeongchang 2018)

### Mondiali

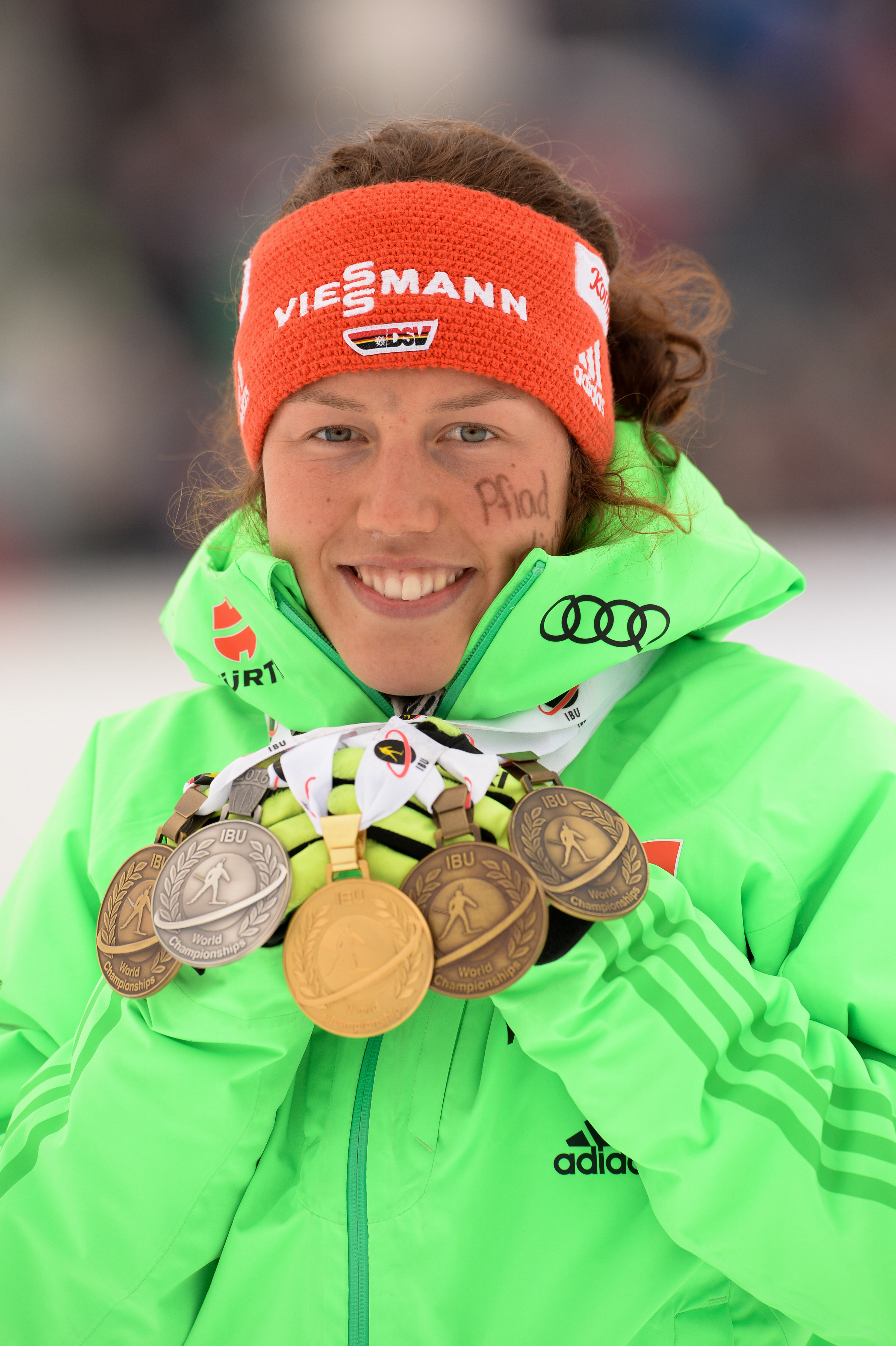
Laura Dahlmeier con le medaglie vinte ai Campionati mondiali di biathlon 2016 ad Oslo

- 15 medaglie:
  - 7 ori (staffetta[5] a Kontiolahti 2015; inseguimento[5] a Oslo Holmenkollen 2016; individuale[5], inseguimento[5], partenza in linea[5], staffetta[5], staffetta mista[5] a Hochfilzen 2017)
  - 3 argenti (inseguimento[5] a Kontiolahti 2015; partenza in linea[5] a Oslo Holmenkollen 2016; sprint[5] a Hochfilzen 2017)
  - 5 bronzi (sprint[5], individuale[5]; staffetta[5] a Oslo Holmenkollen 2016; sprint, inseguimento[5] a Östersund 2019)

### Mondiali juniores
- 6 medaglie:
  - 3 ori (sprint, individuale, staffetta a Obertilliach 2013)
  - 1 argento (inseguimento a Obertilliach 2013)
  - 2 bronzi (inseguimento, staffetta a Nové Město na Moravě 2011)

### Coppa del Mondo
- Vincitrice della Coppa del Mondo nel 2017
- Vincitrice della Coppa del Mondo di individuale nel 2017
- Vincitrice della Coppa del Mondo di inseguimento nel 2017
- 53 podi (36 individuali, 17 a squadre), oltre a quelli ottenuti in sede iridata e validi anche ai fini della Coppa del Mondo:
  - 26 vittorie (16 individuali, 10 a squadre)
  - 18 secondi posti (14 individuali, 4 a squadre)
  - 9 terzi posti (6 individuali, 3 a squadre)

#### Coppa del Mondo - vittorie
| Data             | Località                | Nazione'      | Specialità                                                               |
| ---------------- | ----------------------- | ------------- | ------------------------------------------------------------------------ |
| 1º marzo 2013    | Soči Krasnaja Poljana   | Russia        | RL (con Andrea Henkel, Evi Sachenbacher-Stehle e Miriam Gössner)         |
| 12 dicembre 2013 | Annecy Le Grand-Bornand | Francia       | RL (con Franziska Preuß, Andrea Henkel e Franziska Hildebrand)           |
| 8 gennaio 2014   | Ruhpolding              | Germania      | RL (con Franziska Preuß, Evi Sachenbacher-Stehle e Franziska Hildebrand) |
| 25 gennaio 2015  | Anterselva              | Italia        | RL (con Franziska Hildebrand, Franziska Preuß e Luise Kummer)            |
| 7 febbraio 2015  | Nové Město na Moravě    | Rep. Ceca     | SP                                                                       |
| 22 marzo 2015    | Chanty-Mansijsk         | Russia        | MS                                                                       |
| 12 dicembre 2015 | Hochfilzen              | Austria       | PU                                                                       |
| 19 dicembre 2015 | Pokljuka                | Slovenia      | PU                                                                       |
| 9 gennaio 2016   | Ruhpolding              | Germania      | PU                                                                       |
| 10 gennaio 2016  | Ruhpolding              | Germania      | MS                                                                       |
| 30 novembre 2016 | Östersund               | Svezia        | IN                                                                       |
| 9 dicembre 2016  | Pokljuka                | Slovenia      | SP                                                                       |
| 10 dicembre 2016 | Pokljuka                | Slovenia      | PU                                                                       |
| 11 dicembre 2016 | Pokljuka                | Slovenia      | RL (con Vanessa Hinz, Franziska Hildebrand e Maren Hammerschmidt)        |
| 12 gennaio 2017  | Ruhpolding              | Germania      | RL (con Vanessa Hinz, Maren Hammerschmidt e Franziska Preuß)             |
| 19 gennaio 2017  | Anterselva              | Italia        | IN                                                                       |
| 22 gennaio 2017  | Anterselva              | Italia        | RL (con Vanessa Hinz, Maren Hammerschmidt e Franziska Hildebrand)        |
| 2 marzo 2017     | Pyeongchang Alpensia    | Corea del Sud | SP                                                                       |
| 4 marzo 2017     | Pyeongchang Alpensia    | Corea del Sud | PU                                                                       |
| 11 marzo 2017    | Kontiolahti             | Finlandia     | PU                                                                       |
| 10 dicembre 2017 | Hochfilzen              | Austria       | RL (con Vanessa Hinz, Franziska Hildebrand e Maren Hammerschmidt)        |
| 16 dicembre 2017 | Annecy Le Grand-Bornand | Francia       | PU                                                                       |
| 13 gennaio 2018  | Ruhpolding              | Germania      | RL (con Franziska Preuß, Denise Herrmann e Franziska Hildebrand)         |
| 20 gennaio 2018  | Anterselva              | Italia        | PU                                                                       |
| 27 gennaio 2019  | Anterselva              | Italia        | MS                                                                       |
| 8 febbraio 2019  | Canmore                 | Canada        | RL (con Vanessa Hinz, Franziska Hildebrand e Denise Herrmann)            |

Legenda:

IN = individuale

SP = sprint

PU = inseguimento

MS = partenza in linea

RL = staffetta